# Hosenfeld
Hosenfeld is een gemeente in de Duitse deelstaat Hessen, en maakt deel uit van de Landkreis Fulda.
Hosenfeld telt 4.584 inwoners.

## Plaatsen in de gemeente Hosenfeld
- Blankenau
- Brandlos
- Hainzell
- Hosenfeld
- Jossa
- Pfaffenrod
- Poppenrod
- Schletzenhausen met Gersrod

Bad Salzschlirf ·
Burghaun ·
Dipperz ·
Ebersburg ·
Ehrenberg (Rhön) ·
Eichenzell ·
Eiterfeld ·
Flieden ·
Fulda ·
Gersfeld (Rhön) ·
Großenlüder ·
Hilders ·
Hofbieber ·
Hosenfeld ·
Hünfeld ·
Kalbach ·
Künzell ·
Neuhof ·
Nüsttal ·
Petersberg ·
Poppenhausen ·
Rasdorf ·
Tann